# Amayé-sur-Orne
Pour les articles homonymes, voir Amayé et Orne.
Amayé-sur-Orne est une commune française, située dans le département du Calvados en région Normandie, peuplée en 2015 de 1 070 habitants. Elle fait partie de la communauté de communes Vallées de l'Orne et de l'Odon depuis le 1er janvier 2017 à la suite de la fusion des communautés de communes d'Évrecy-Orne-Odon et de la Vallée de l'Orne.

## Géographie
La commune se situe dans le Calvados, à seize kilomètres au sud-ouest de Caen et à six kilomètres d'Évrecy, sur l'Orne.
| Vieux  | Vieux, Feuguerolles-Bully | Feuguerolles-Bully  |
| Avenay | Amayé-sur-Orne            | Clinchamps-sur-Orne |
| Maizet | Maizet                    | Mutrécy             |

### Hydrographie
La commune est située dans le bassin Seine-Normandie. Elle est drainée par l'Orne, la Guigne, le fossé 01 de la commune de Maizet, le fossé 01 du Pont du Coudray et un autre petit cours d'eau.
L'Orne, d'une longueur de 170 km, prend sa source dans la commune d'Aunou-sur-Orne et se jette  dans l'embouchure de l'Orne à Merville-Franceville-Plage, après avoir traversé 60 communes. 
La Guigne, d'une longueur de 11 km, prend sa source dans la commune de Vacognes-Neuilly et se jette  dans l'Orne à Laize-Clinchamps, après avoir traversé huit communes. 

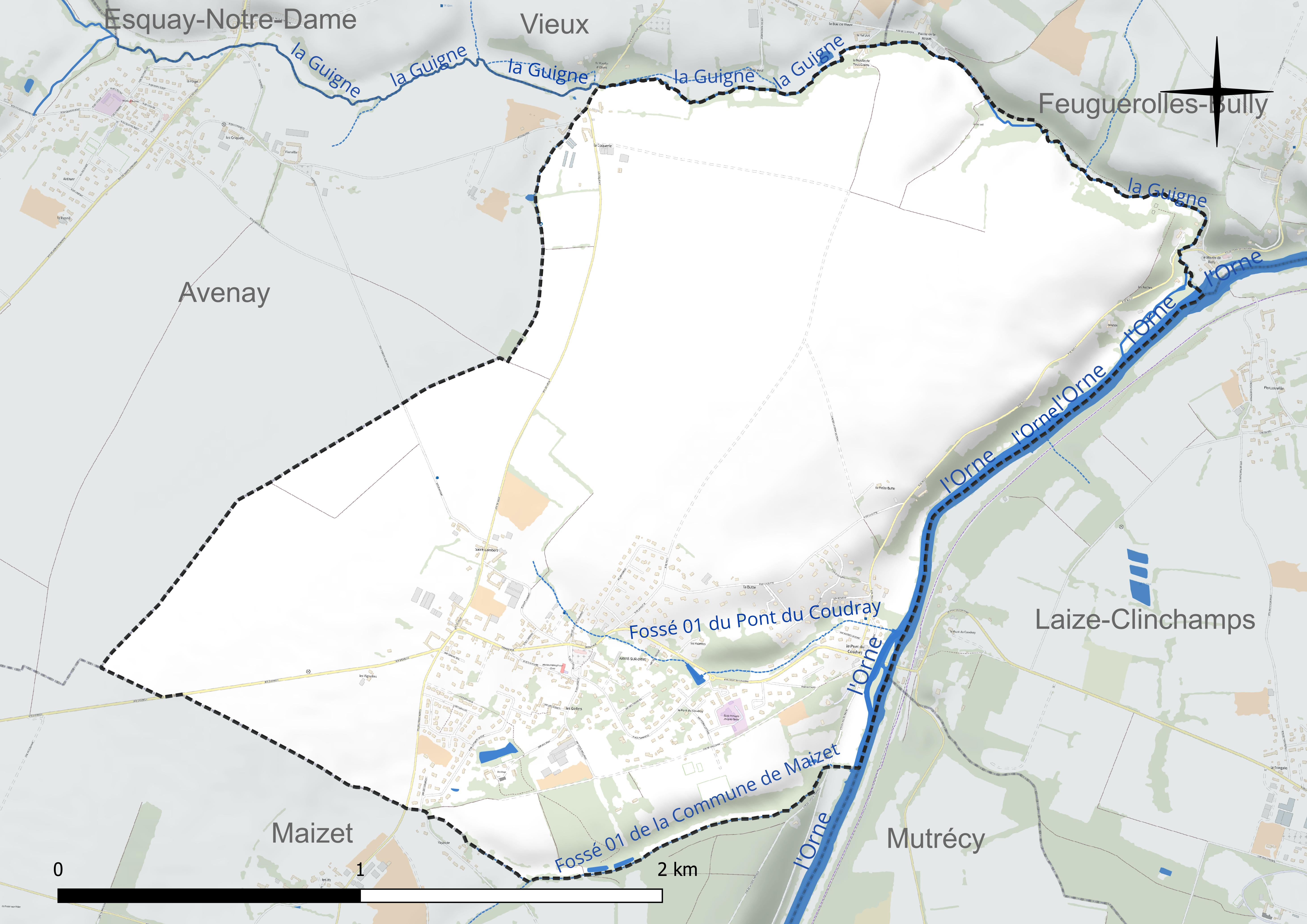
Réseau hydrographique d'Amayé-sur-Orne.

### Climat
Pour des articles plus généraux, voir Climat de la Normandie et Climat du Calvados.
En 2010, le climat de la commune est de type climat océanique altéré, selon une étude du CNRS s'appuyant sur une série de données couvrant la période 1971-2000. En 2020, Météo-France publie une typologie des climats de la France métropolitaine dans laquelle la commune est exposée à un climat océanique et est dans la région climatique Normandie (Cotentin, Orne), caractérisée par une pluviométrie relativement élevée (850 mm/a) et un été frais (15,5 °C) et venté. Parallèlement le GIEC normand, un groupe régional d'experts sur le climat, différencie quant à lui, dans une étude de 2020, trois grands types de climats pour la région Normandie, nuancés à une échelle plus fine par les facteurs géographiques locaux. La commune est, selon ce zonage, exposée à un « climat des plateaux abrités », correspondant à la plaine agricole de Caen à Falaise, sous le vent des collines de Normandie et proche de la mer, se caractérisant par une pluviométrie et des contraintes thermiques modérées.
Pour la période 1971-2000, la température annuelle moyenne est de 10,6 °C, avec  une amplitude thermique annuelle de 12 °C. Le cumul annuel moyen de précipitations est de 740 mm, avec 12,4 jours de précipitations en janvier et 7,9 jours en juillet. Pour la période 1991-2020, la température moyenne annuelle observée sur la station météorologique la plus proche, située sur la commune de Fresney-le-Vieux à 10 km à vol d'oiseau, est de 10,8 °C et le cumul annuel moyen de précipitations est de 826,3 mm,. Pour l'avenir, les paramètres climatiques de la commune estimés pour 2050 selon différents scénarios d'émission de gaz à effet de serre sont consultables sur un site dédié publié par Météo-France en novembre 2022.

## Urbanisme

### Typologie
Au 1er janvier 2024, Amayé-sur-Orne est catégorisée commune rurale à habitat dispersé, selon la nouvelle grille communale de densité à 7 niveaux définie par l'Insee en 2022.
Elle est située hors unité urbaine. Par ailleurs la commune fait partie de l'aire d'attraction de Caen, dont elle est une commune de la couronne,. Cette aire, qui regroupe 296 communes, est catégorisée dans les aires de 200 000 à moins de 700 000 habitants,.

### Occupation des sols
L'occupation des sols de la commune, telle qu'elle ressort de la base de données européenne d'occupation biophysique des sols Corine Land Cover (CLC), est marquée par l'importance des territoires agricoles (76,8 % en 2018), en diminution par rapport à 1990 (79,4 %). La répartition détaillée en 2018 est la suivante : terres arables (66 %), zones urbanisées (17,5 %), prairies (10,8 %), forêts (5,7 %). L'évolution de l'occupation des sols de la commune et de ses infrastructures peut être observée sur les différentes représentations cartographiques du territoire : la carte de Cassini (XVIIIe siècle), la carte d'état-major (1820-1866) et les cartes ou photos aériennes de l'IGN pour la période actuelle (1950 à aujourd'hui).

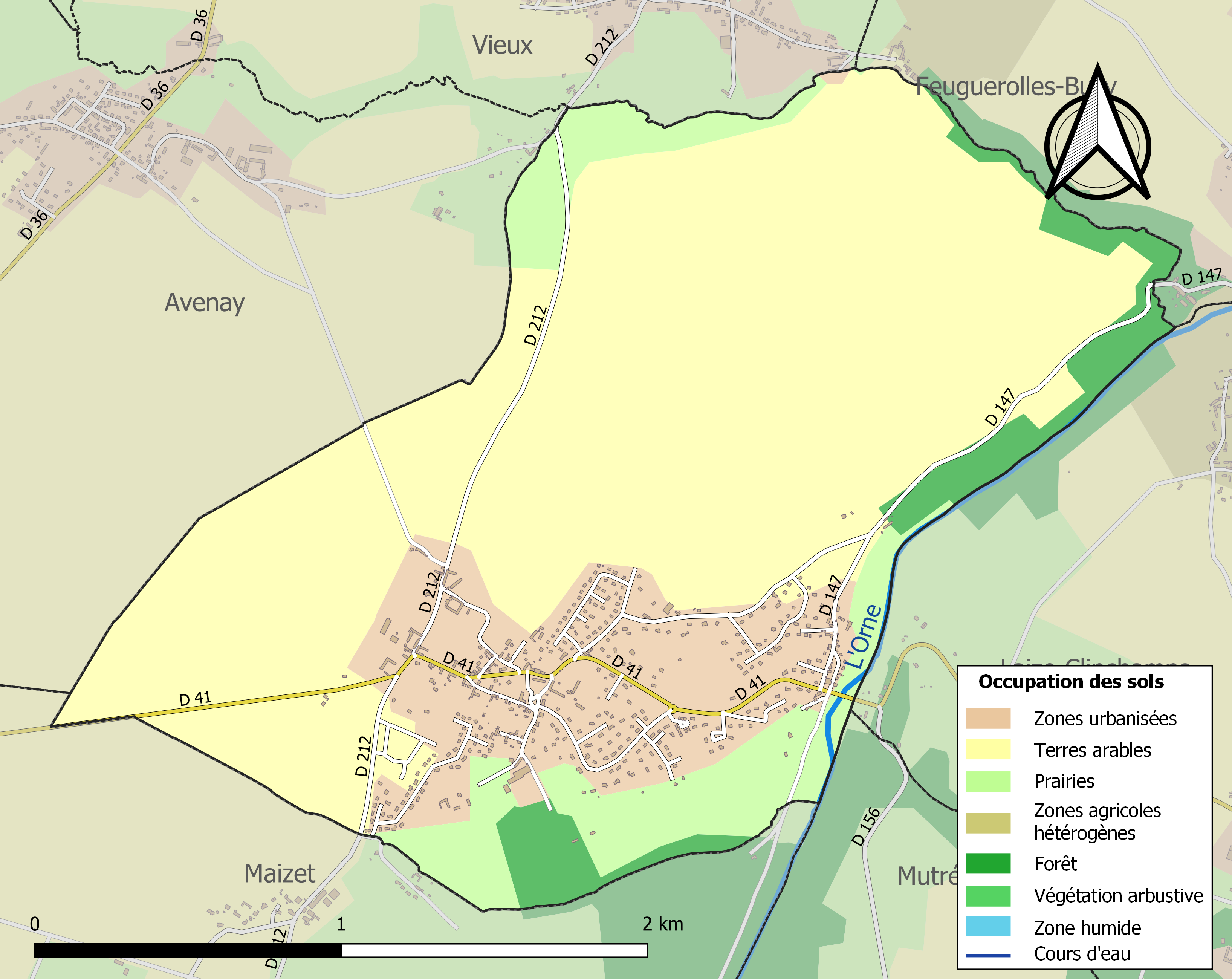
Carte des infrastructures et de l'occupation des sols de la commune en 2018 (CLC).

## Toponymie
Le nom de la localité est attesté sous les formes Mae en 1165 ; [apud] Maeium, [gardinum de] Maio en 1211 ; Mae super ounam, Almaicum super Olnam au XIVe siècle, Amaie en 1460, Maye sur Orne au XVIIIe siècle,, Amaye sur Orne en 1793.
L'Orne est un fleuve côtier, dans les deux départements de l'Orne et du Calvados.

## Histoire
Le village s'est développé à l'époque romaine sur la route reliant Aregenua Viducassium, aujourd'hui le village limitrophe de Vieux, à Jublains dans la Mayenne. Le village se développe alors le long de l'Orne, à l'emplacement de l'actuel hameau du Pont du Coudray.
Au Moyen Âge, le village s'organise plus haut sur le coteau autour de la motte féodale, située aujourd'hui sous la mairie.
À la Révolution, le village est rattaché au canton de Maltot, qui est dissous quelques années plus tard, et Amayé est alors rattachée au canton d'Évrecy.
En 1873, la gare de Mutrécy située juste de l'autre côté du Pont du Coudray est mise en service sur la ligne de chemin de fer Caen-Flers-Laval. Elle porte le nom de Mutrécy car c'est bien sur cette commune qu'elle se situe mais elle est bien plus proche des bourgs d'Amayé et de Clinchamps. Cette gare permet le développement de quelques activités de plaisance, l'ouverture de la fameuse auberge du Pont du Coudray et sa guinguette connue dans toute la région. De nombreux Caennais se font également construire quelques villas le long de l'Orne.
En 1880, le péage sur le pont est supprimé et permet de faciliter les transits entre Évrecy et Argences.
Pendant la Seconde Guerre mondiale, le château de Vaux est réquisitionné par les Allemands. Lors de la bataille pour la libération de la plaine de Caen, Amayé a la chance, contrairement à nombre de villages voisins, de ne compter aucun mort dans sa population. Les bombardements stratégiques alliés font cependant des dégâts, car si le bourg ressort relativement intact, le hameau du Pont du Coudray et son pont ainsi que la gare de Mutrécy sont rasés. L'auberge et les villas ne sont plus que ruines. Un bac permet après la guerre de passer d'une rive à l'autre.
Le pont est reconstruit dans les années 1950 quelques dizaines de mètres en aval de l'ancien.

## Politique et administration

### Liste des maires
| Période                                  | Période   | Identité       | Étiquette | Qualité           |
| ---------------------------------------- | --------- | -------------- | --------- | ----------------- |
| mars 1987                                | mars 1994 | Jacques Dolley | SE        | Professeur        |
| mars 1994                                | mars 2001 | André Porcher  | SE        | Chef d'entreprise |
| mars 2001                                | mars 2008 | Nicole Perly   | SE        |                   |
| mars 2008                                | En cours  | Sylvain Colino | SE        | Sapeur-pompier    |
| Les données manquantes sont à compléter. |           |                |           |                   |

### Jumelage(s)
- Johannesberg (Allemagne) depuis 1990[25].

## Démographie
L'évolution du nombre d'habitants est connue à travers les recensements de la population effectués dans la commune depuis 1793. Pour les communes de moins de 10 000 habitants, une enquête de recensement portant sur toute la population est réalisée tous les cinq ans, les populations de référence des années intermédiaires étant quant à elles estimées par interpolation ou extrapolation. Pour la commune, le premier recensement exhaustif entrant dans le cadre du nouveau dispositif a été réalisé en 2008.
En 2022, la commune comptait 1 070 habitants, en évolution de +7,75 % par rapport à 2016 (Calvados : +1,58 %, France hors Mayotte : +2,11 %).
Amayé-sur-Orne était historiquement une petite commune agricole. Elle a connu l'exode rural de la fin du XIXe siècle à la décennie 1960-1970. La croissance de la population a été très forte à la fin du XXe et au début du XXIe siècle, modifiant radicalement les caractéristiques sociologiques de la commune. Les agriculteurs ont été remplacés par une population de salariés ou de travailleurs indépendants exerçant pour la plupart leur activité professionnelle dans l'agglomération caennaise. L'habitat est désormais constitué de maisons individuelles construites à partir des années 1970.
| 1793 | 1800 | 1806 | 1821 | 1831 | 1836 | 1841 | 1846 | 1851 |
| ---- | ---- | ---- | ---- | ---- | ---- | ---- | ---- | ---- |
| 483  | 407  | 432  | 465  | 405  | 421  | 461  | 414  | 401  |

| 1856 | 1861 | 1866 | 1872 | 1876 | 1881 | 1886 | 1891 | 1896 |
| ---- | ---- | ---- | ---- | ---- | ---- | ---- | ---- | ---- |
| 464  | 462  | 455  | 400  | 392  | 406  | 421  | 391  | 351  |

| 1901 | 1906 | 1911 | 1921 | 1926 | 1931 | 1936 | 1946 | 1954 |
| ---- | ---- | ---- | ---- | ---- | ---- | ---- | ---- | ---- |
| 365  | 341  | 306  | 317  | 281  | 259  | 246  | 246  | 252  |

| 1962 | 1968 | 1975 | 1982 | 1990 | 1999 | 2006 | 2008  | 2013 |
| ---- | ---- | ---- | ---- | ---- | ---- | ---- | ----- | ---- |
| 261  | 257  | 420  | 732  | 722  | 686  | 945  | 1 019 | 993  |

| 2018  | 2022  | - | - | - | - | - | - | - |
| ----- | ----- | - | - | - | - | - | - | - |
| 1 009 | 1 070 | - | - | - | - | - | - | - |

## Économie
L'économie du village est basée depuis sa fondation sur l'agriculture. L'élevage de bovins ainsi que les grandes cultures, typiques de la plaine de Caen dont Amayé est en bordure, sont les principales sources d'emploi du village jusque dans les années 1970. Il ne reste plus qu'une demi-douzaine d'exploitants agricoles dans le village, dont quelques-uns se sont convertis à la vente directe de volailles, de viande bovine ou de légumes.
Depuis, la population se constitue principalement de salariés, cadres pour beaucoup puisque Amayé est dans le premier quartile des villages les plus riches du Calvados (en revenu par ménages). Dans les années 2000, le village accueille près de l'église une supérette ainsi qu'un salon de coiffure. Une entreprise de menuiserie est également présente sur le territoire de la commune.

## Culture locale et patrimoine

### Lieux et monuments
- Lavoir public.
- Château de la Butte du XIXe siècle.
- Château de Vaux du XVIIIe siècle.
- L'église Notre-Dame-de-l'Assomption, d'origine romane.
- Vestiges de l'enceinte urbaine du village[29].

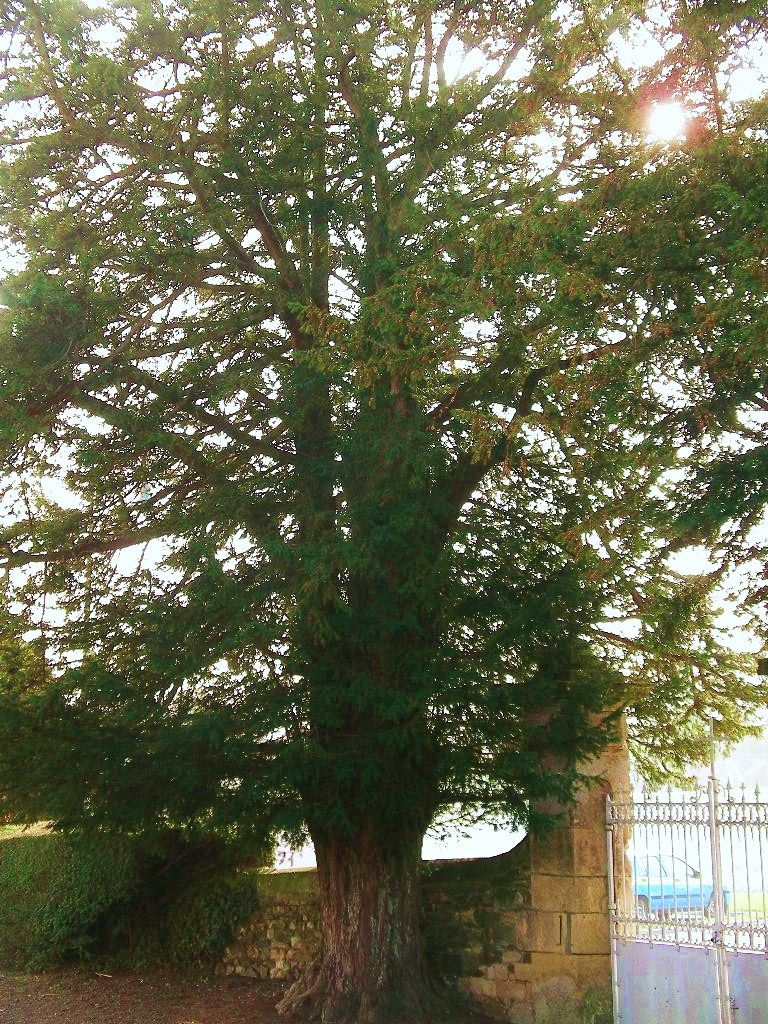
L'if du cimetière.
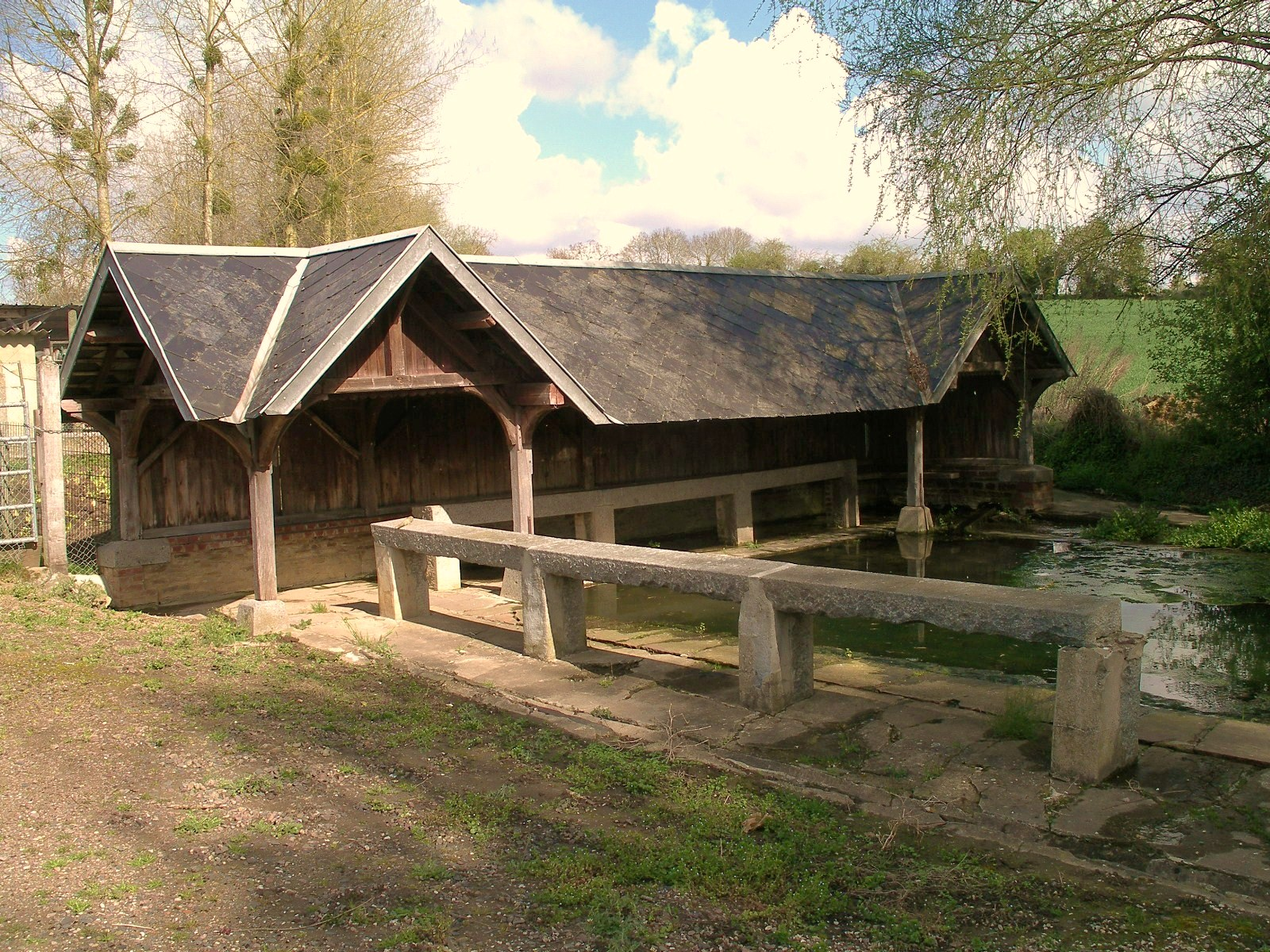
Lavoir public.
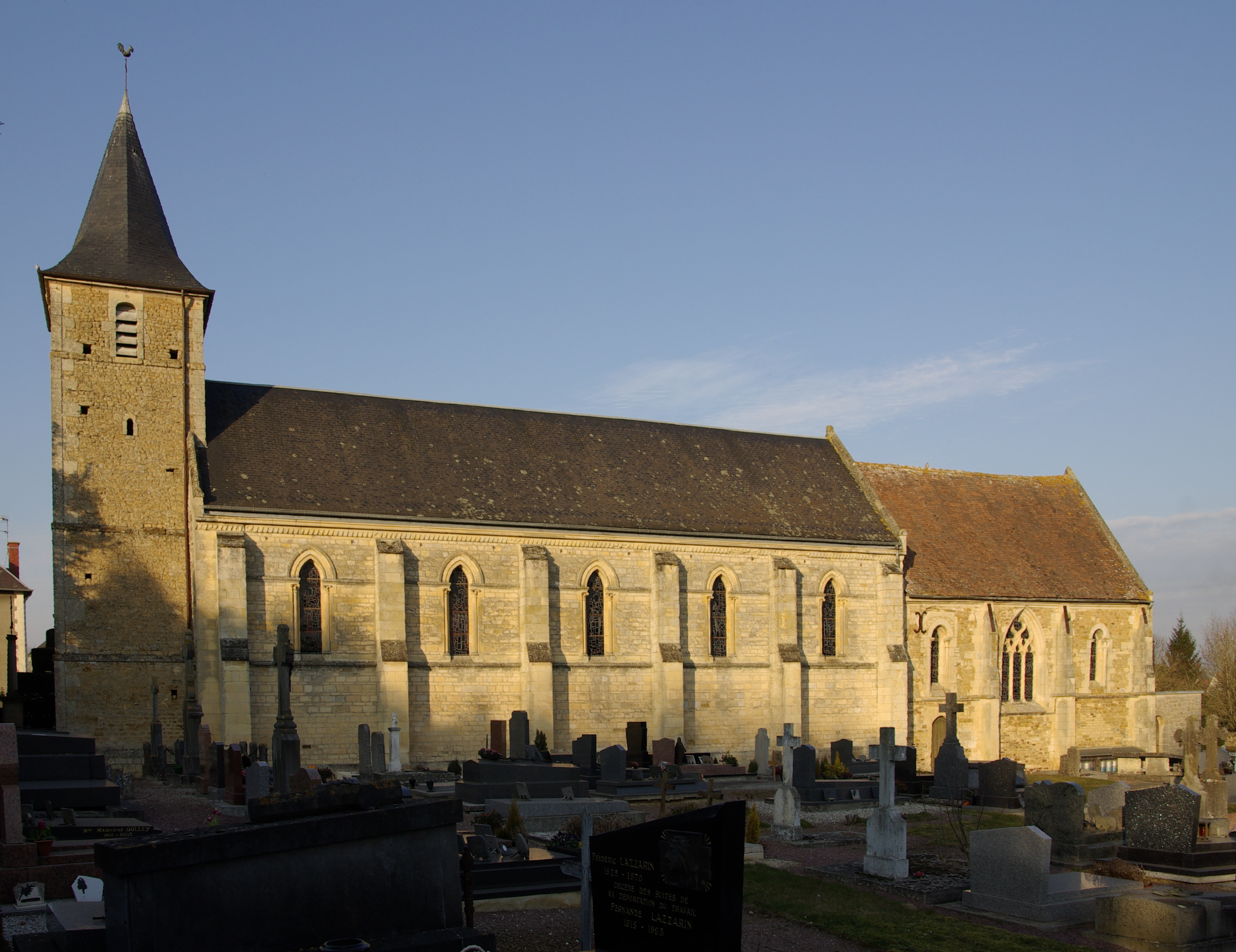
L'église Notre-Dame.
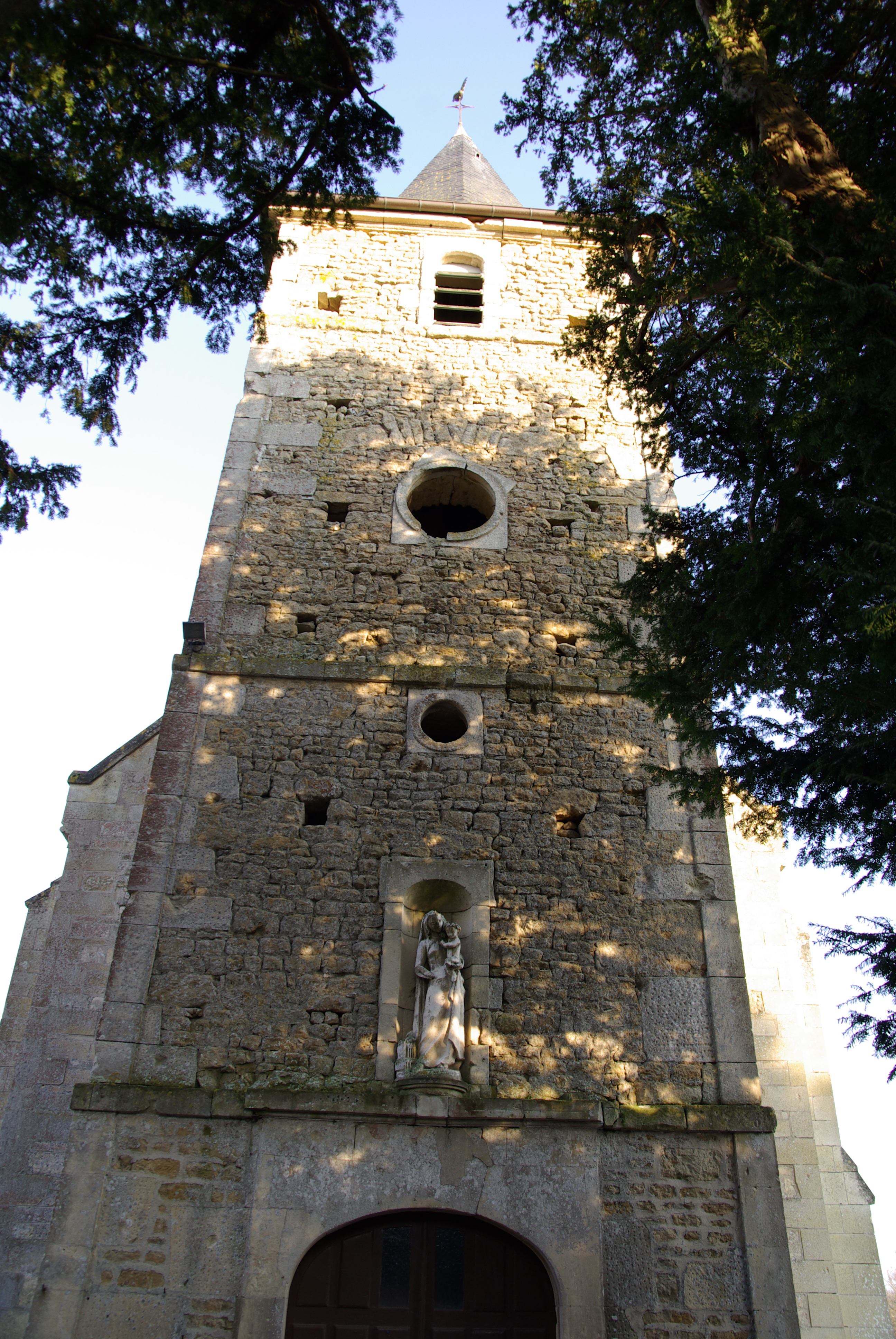
Le clocher de l'église Notre-Dame.

Cartes postales anciennes
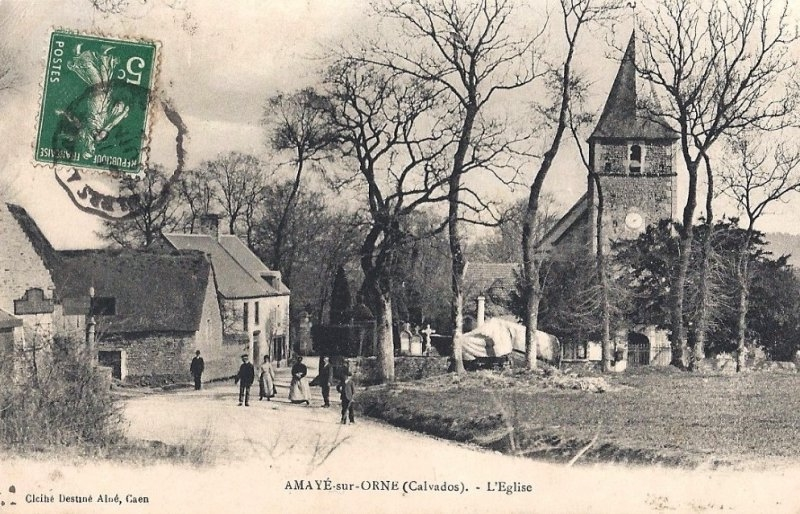
Vue du village vers 1910.
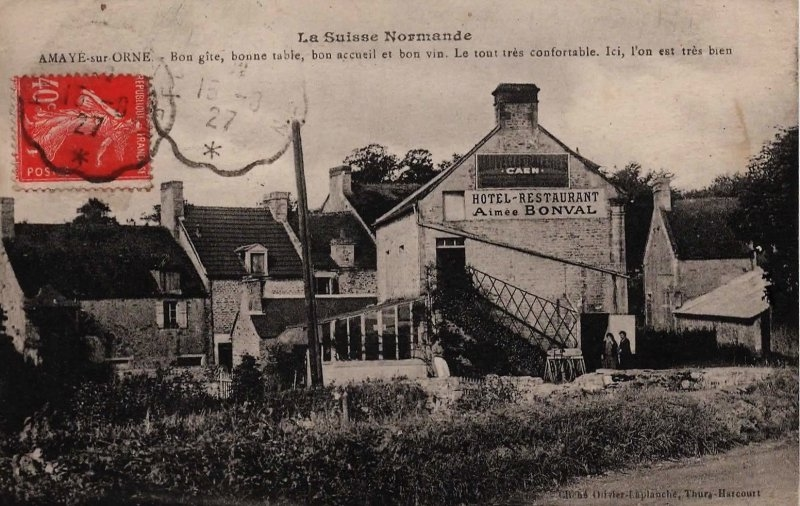
Vue du village vers 1925.
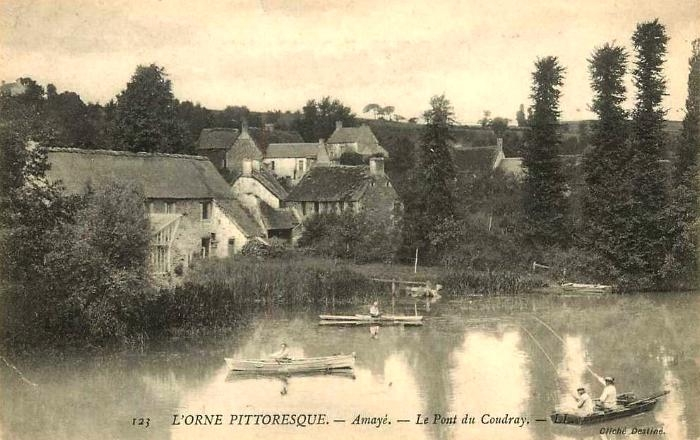
Barques sur l'Orne.
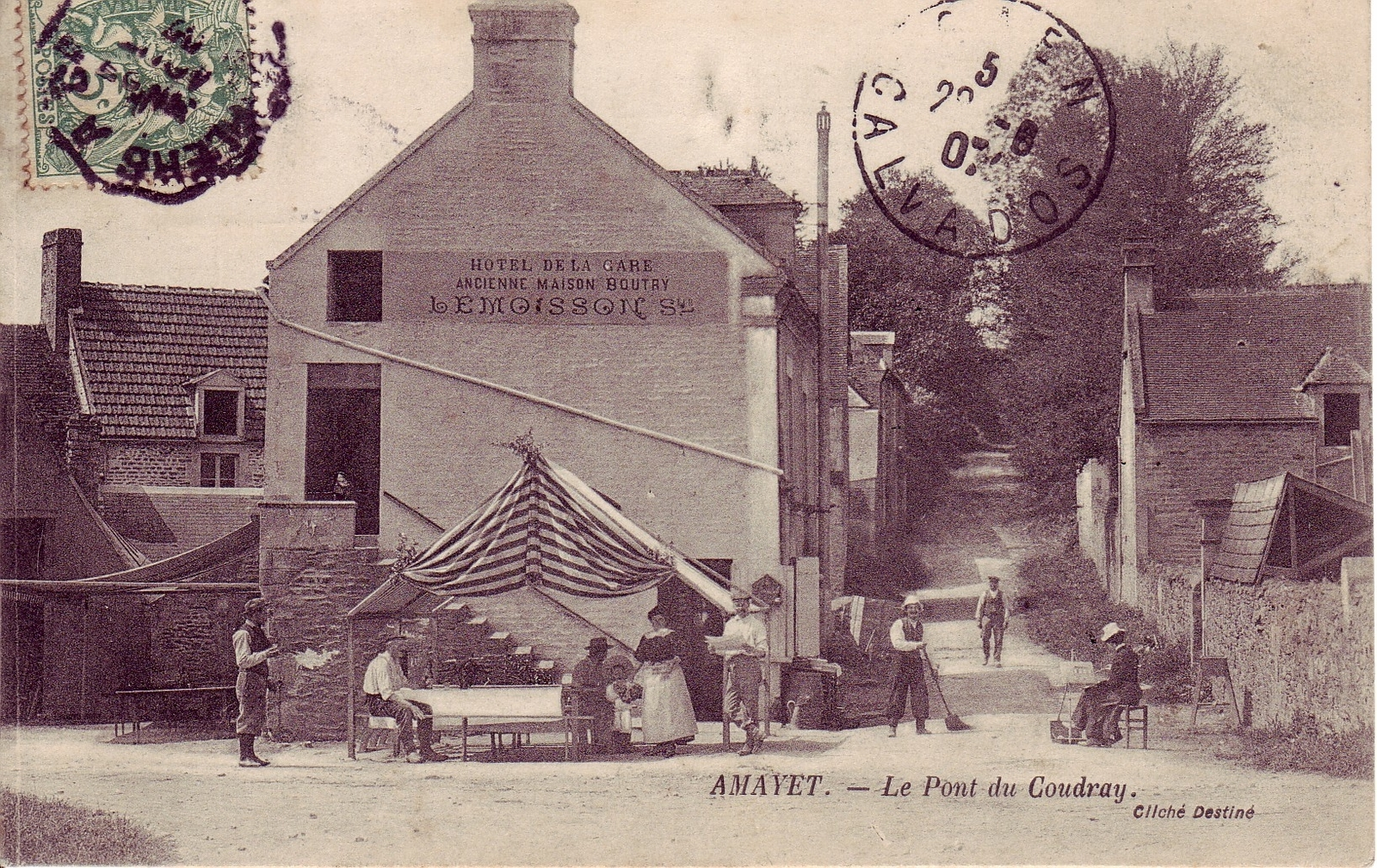
L'hôtel de la gare vers 1907.
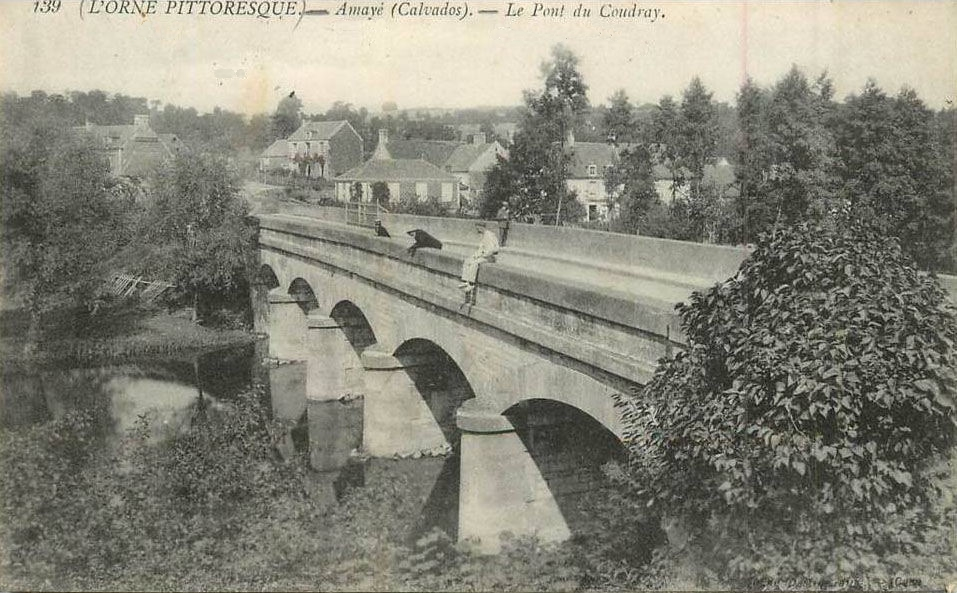
Le pont du Coudray.

### Patrimoine naturel
- Les ifs funéraires du cimetière sont un site naturel classé par arrêté du 9 janvier 1933[30].
- La butte dominant l'Orne est un site naturel classé par arrêté du 9 janvier 1933[31].
- Les combles du clocher de l'église Notre-Dame accueillent une colonie reproductrice de grands murins et sont inscrits site d'importance communautaire (SIC)[32].

### Activité et tourisme
La course XTREM VTT Trail Normandie se déroule tous les ans au mois de septembre sur le stade de la commune. C'est une course de VTT ainsi que de running autour du village et jusqu'au cœur de la Suisse normande. Pendant tout un week-end se déroulent de nombreuses courses accessibles au plus grand nombre ainsi que des animations, des démonstrations et des concerts, depuis quatre éditions, la XTREM a accueilli plusieurs milliers de personnes.
L'ouverture de la voie verte Caen - Thury-Harcout puis Clécy vers la Suisse normande a été une opportunité pour la commune de développer ou revitaliser ses activités touristiques comme la location de pédalos sur l'Orne ou le vélorail qui attire également de nombreux touristes sur les rails de l'ancienne voie ferrée Caen - Flers. L'auberge du Pont du Coudray qui voyait sa fréquentation baisser, attire une nouvelle clientèle.

### Personnalités liées à la commune
- Léopold Granger y est domicilié en 1924.

### Héraldique
Les armes de la commune d'Amayé-sur-Orne représentent le drapeau normand avec la croix scandinave (surnommé croix de Saint-Olaf) et les armoiries normandes avec les deux léopards d'or. Au-dessous, on trouve une représentation du pont du Coudray, symbole de la commune.
| Armes d'Amayé-sur-Orne | Les armes de la commune d'Amayé-sur-Orne se blasonnent ainsi : Coupé : au 1er de gueules à la croix estrée d'or chargée d'une croix de gueules, le montant déporté vers dextre, cantonnée en chef à dextre de deux léopards aussi d'or l'un sur l'autre, au 2e d'argent au pont droit de deux arches soudé d'or sur une rivière d'azur mouvant de la pointe, aux berges de sinople. |